# Ero

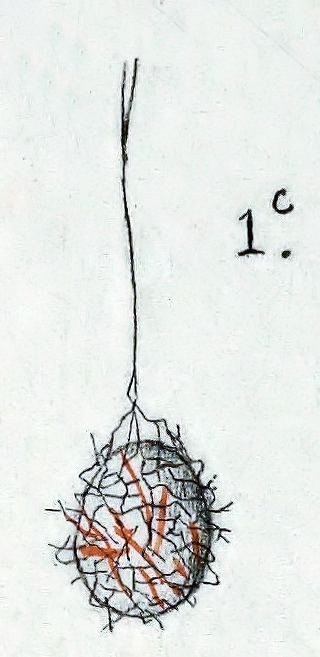
Яйцевой кокон Ero tuberculata

Ero  (лат.) — род пауков из семейства миметиды (Mimetidae).
Известно около 40 видов. Питаются другими пауками.

## Описание
Мелкие пауки (около 5 мм), внешне похожи на пауков-тенётников (Theridiidae) благодаря шарообразному брюшку, которое выше своей длина. На верхней стороне брюшка имеется одна или две пары конических бугорков и несколько изогнутых щетинковидных волосков. Передние медиальные глаза выступают на небольших бугорках. Нога 1 почти в два раза длиннее ноги 4.
Их яйцевые мешки (коконы) имеют уникальную форму вытянутых шаров, около четырёх миллиметров в диаметре. Они подвешены к растительности на шелковистой нити и состоят из внутреннего слоя желтовато-коричневого шёлка и внешнего слоя тёмного цвета, сплетённого из шёлка, что придаёт им «шерстяной» вид. Самка не охраняет эти мешочки, поэтому, когда вылупляются молодые особи, им приходится выживать самим. Поскольку виды Ero ведут ночной образ жизни, взрослых особей можно увидеть нечасто, а яйцевые мешки часто выдают их присутствие ещё до того, как особи будут найдены.

## Кормовое поведение
Пауки этого рода — специализированные убийцы других пауков. Они нападают на потенциальную жертву, кусая паука за одну из ног и впрыскивая токсины. Паук быстро отступает, когда его добыча становится парализованной. Когда жертва обездвижена, он питается, высасывая жидкости из её тела.

## Классификация
Род включает около 40 видов.
- Ero aphana (Walckenaer, 1802) — Палеарктика, остров Святой Елены, Австралия (Квинсленд Западная Австралия, интродуцирован)[6]
- Ero cachinnans Brignoli, 1978 — Бутан
- Ero cambridgei Kulczyński, 1911 — Палеарктика
- Ero canala Wang, 1990 — Китай[7]
- Ero canionis Chamberlin & Ivie, 1935 — США
- Ero capensis Simon, 1895 — Южная Африка
- Ero catharinae Keyserling, 1886 — Бразилия
- Ero comorensis Emerit, 1996 — Коморские и Сейшельские острова[8]
- Ero eburnea Thaler, 2004 — Кот-д’Ивуар[9]
- Ero felix Thaler & van Harten, 2004 — Йемен
- Ero flammeola Simon, 1881 — Portugal to Corfu, Канарские острова
- Ero furcata (Villers, 1789) — Палеарктика
- Ero furuncula Simon, 1909 — Вьетнам
- Ero galea Wang, 1990 — Китай[7]
- Ero ganglia Yin & Bao, 2012 — Китай[10]
- Ero gemelosi Baert & Maelfait, 1984 — Галапагосские острова[11]
- Ero goeldii Keyserling, 1891 — Бразилия
- Ero gracilis Keyserling, 1891 — Бразилия
- Ero humilithorax Keyserling, 1886 — Бразилия
- Ero japonica Bösenberg & Strand, 1906 — Россия, Китай, Корея, Япония
- Ero jiafui Yin & Bao, 2012 — Китай[10]
- Ero juhuaensis Xu, Wang & Wang, 1987 — Китай
- Ero kompirensis Strand, 1918 — Япония
- Ero koreana  Paik, 1967[12] — Палеарктика (Болгария, Украина, Грузия, Россия (от Европы до Дальнего Востока), Казахстан, Монголия, Китай, Корея, Япония)
  - = Ermetus inopinabilis Ponomarev, 2008[13][14]
- Ero laeta Barrientos, 2017 — Португалия, Испания[15]
- Ero lata Keyserling, 1891 — Бразилия
- Ero lawrencei Unzicker, 1966 — Южная Африка
- Ero leonina (Hentz, 1850) — США
- Ero lizae Sherwood et al., 2024 — остров Святой Елены[16]
- Ero lodingi Archer, 1941 — США[17]
- Ero lokobeana Emerit, 1996 — Мадагаскар
- Ero madagascariensis Emerit, 1996 — Мадагаскар
- Ero melanostoma Mello-Leitão, 1929 — Бразилия
- Ero natashae Sherwood et al., 2024 — остров Святой Елены[16]
- Ero pensacolae Ivie & Barrows, 1935 — США
- Ero quadrituberculata Kulczynski, 1905 — Мадейра
- Ero salittana Barrion & Litsinger, 1995 — Филиппины[18]
- Ero septemspinosa Lissner, 2016 — Мальорка (Испания)[19]
- Ero spinifrons Mello-Leitão, 1929 — Бразилия
- Ero spinipes (Nicolet, 1849) — Чили, Аргентина
- Ero tenebrosa Lissner, 2018 — Канарские острова[20]
- Ero tuberculata (De Geer, 1778) — Палеарктика
- Ero valida Keyserling, 1891 — Бразилия